# 奇卡馬區
奇卡馬區（西班牙語：Distrito de Chicama），是秘魯的一個區，位於該國西北部拉利伯塔德大區的阿斯科佩省，始建於1857年1月2日，面積895.45平方公里，海拔高度125米，2005年人口15,785，人口密度每平方公里18人。